# Appliqué

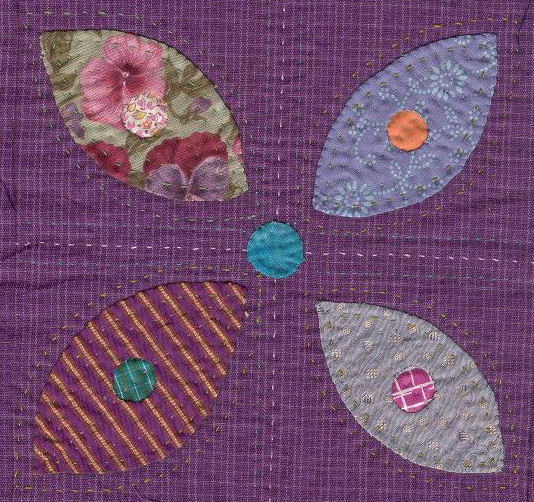
Voorbeeld van appliqué reservé op een quilt.

Appliqué is een term in de kunst en kunstnijverheid,  die het oppervlak van een object beschrijft waarop één of meer ornamenten zijn vastgemaakt. Appliqué is een Frans voltooid deelwoord. De applique (zonder accent aigu) is hetgeen op het oppervlak is bevestigd.
- In verband met textiel beschrijft appliqué het resultaat van een handwerktechniek waarmee men stukjes stof van een contrasterende kleur of structuur aan een andere stof bevestigt. Men spreekt ook wel van appliqué-, opleg- of applicatiewerk.
- In verband met keramiek is een appliqué een werk waarop, vaak ter decoratie, stukjes klei zijn aangebracht.
- In verband met glaskunst kent men  glas-appliqué.

De armatuur van een wandlamp  noemt men wel een appliek.